# Pseudaonidia irrepta
Pseudaonidia irrepta är en insektsart som beskrevs av Rutherford 1914. Pseudaonidia irrepta ingår i släktet Pseudaonidia och familjen pansarsköldlöss.
Artens utbredningsområde är Sri Lanka. Inga underarter finns listade i Catalogue of Life.